# Issoria modesta
Issoria modesta är en fjärilsart som beskrevs av Blanchard 1852. Issoria modesta ingår i släktet Issoria och familjen praktfjärilar. Inga underarter finns listade i Catalogue of Life.